# Wincenty Krajewski (rzeźbiarz)
Wincenty Krajewski (ur. 18 lipca 1896 w Zawidzu Kościelnym, zm. w 1978) – polski rzeźbiarz ludowy, laureat Nagrody Kolberga.

## Życiorys
Pochodził z rodziny włościańskiej. Niemal całe życie spędził w Zawidzu Kościelnym koło Sierpca. Ukończył 3 klasy szkoły powszechnej. Prowadził niewielkie gospodarstwo rolne, a do budżetu domowego dorabiał pracami stolarskimi, ciesielskimi i murarskimi. Rzeźbić zaczął już w dzieciństwie. Pierwszą jego rzeźbą był krucyfiks, który wykonał w wieku 9 lat, na grób zmarłej siostry. Jego twórczość rzeźbiarska, odkryta przez Mariana Przedpełskiego w 1957 r., stała się też dla niego formą zarobkowania. Twórczością rzeźbiarską W. Krajewskiego zainteresowała się CPLiA, a od 1960 r. Powiatowy Dom Kultury w Sierpcu i jego ówczesny pracownik Franciszek Midura. Zbiory rzeźbiarzy z Sierpca i okolic stały się zaczątkiem największej kolekcji i przyczyniły się do powstania w 1971 r. muzeum w Sierpcu.
W pierwszym okresie Krajewski podejmował głównie tematykę sakralną (Matka Boska Skępska, Święta Rodzina, Jezus Chrystus, różni święci). Z czasem poszerzył ją o przedstawienia nawiązujące do życia dawnej wsi, jak również o wątki historyczne. Jego rzeźby wyróżniają się bogactwem przedstawianych tematów, doskonałą techniką rzeźbienia i subtelną polichromią. Pokazywane były, obok licznych wystaw okolicznościowych w kraju i za granicą, również na wystawach stałych.
W. Krajewski kilkakrotnie uczestniczył w konkursach ogólnopolskich, zdobywając nagrody. Współpracował z CPLiA i Desą. Był członkiem Stowarzyszenia Twórców Ludowych i Związku Polskich Artystów Plastyków (od 1966). Otrzymał wiele nagród i odznaczeń, Nagrodę Ministra Kultury i Sztuki III stopnia, Krzyż Kawalerski Orderu Odrodzenia Polski, Nagrodę im. J. Pocka. W 1976 r. został laureatem Nagrody im. Oskara Kolberga „Za zasługi dla kultury ludowej”. Rodzinne tradycje rzeźbiarskie kontynuował syn Jan, synowa Alfreda oraz wnuk Krzysztof. 
W 1981 r. już po śmierci rzeźbiarza prace W. Krajewskiego prezentowane były na indywidualnej wystawie „Twórczość rzeźbiarska Rodziny Krajewskich” w Muzeum Mazowieckim w Płocku. Największy zbiór rzeźb Wincentego Krajewskiego posiada Muzeum Wsi Mazowieckiej w Sierpcu (ponad 50 prac). Dzieła tego twórcy znajdują się również w zbiorach innych muzeów: w Muzeum Mazowieckim w Płocku, Państwowym Muzeum Etnograficznym w Warszawie, Muzeum Etnograficznym im. Marii Znamierowskiej-Prüfferowej w Toruniu, Muzeum Szlachty Mazowieckiej w Ciechanowie. Wiele rzeźb trafiło też do kolekcji zagranicznych.